# Weinbrenner
Weinbrenner ist ein deutscher Familienname.

## Herkunft und Bedeutung
Weinbrenner ist ein Berufsname und bezieht sich auf einen Branntweinhersteller.

## Varianten
- Wein, Weinbauer, Weinbörner, Weingartner, Weingärtner, Weinmann, Weinmeister, Weinmeyer, Weinschenk, Weinschenck

## Namensträger
- Adolf Weinbrenner (1836–1921), deutscher Architekt
- Carl Weinbrenner (1856–1942), österreichisch-tschechischer Architekt und Hochschullehrer
- Friedrich Weinbrenner (1766–1826), deutscher Architekt, Stadtplaner und Baumeister
- Johann Ludwig Weinbrenner (1790–1858), deutscher Architekt
- Sigmund Weinbrenner (1479–um 1520), deutscher Schuhmacher, Poet und Stadtläufer in Schwäbisch Hall